# Pellenes wrighti
Pellenes wrighti là một loài nhện trong họ Salticidae.
Loài này thuộc chi Pellenes. Pellenes wrighti được Allen Lowrie & Willis J. Gertsch miêu tả năm 1955.